# Chunyang-myeon, Hwasun-gun
Chunyang-myeon (koreanska: 춘양면) är en socken i kommunen Hwasun-gun i provinsen Södra Jeolla i den södra delen av Sydkorea, 290 km söder om huvudstaden Seoul.